# Argina (Armenia)
Argina (in armeno Արգինա?) è un comune dell'Armenia di 538 abitanti (2008) della provincia di Armavir.